# Aquiles Serdán 1ra. Sección
Aquiles Serdán 1ra. Sección är en ort i Mexiko.   Den ligger i kommunen Jalapa och delstaten Tabasco, i den sydöstra delen av landet, 700 km öster om huvudstaden Mexico City. Aquiles Serdán 1ra. Sección ligger 26 meter över havet och antalet invånare är 1 473.
Terrängen runt Aquiles Serdán 1ra. Sección är mycket platt. Runt Aquiles Serdán 1ra. Sección är det ganska tätbefolkat, med 54 invånare per kvadratkilometer. Närmaste större samhälle är Macuspana, 16,7 km öster om Aquiles Serdán 1ra. Sección. Trakten runt Aquiles Serdán 1ra. Sección består till största delen av jordbruksmark.